# Діамант

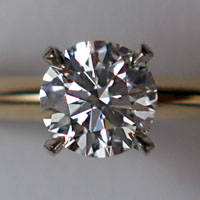
Діамант.

Діама́нт (фр. diamant) або брилья́нт (нім. Brillant < фр. brillant — «блискучий») — штучно огранований та відшліфований алмаз. Класична форма огранування — 57 граней. Найтвердіший дорогоцінний камінь (твердість за шкалою Мооса — 10)
Доволі широко розповсюджена думка, що цінність алмазів пояснюється їх рідкісністю, але насправді алмази ювелірної якості доволі розповсюджені в порівнянні з рідкісними каменями, такими як олександрит, і щорічне світове виробництво неогранованих діамантів оцінюється приблизно в 130 мільйонів каратів (26 тонн).

## Фактори якості
До середини ХХ століття в світі не існувало єдиного стандарту. Гемологічний інститут Америки (GIA) розробив перший стандарт опису діамантів, що згодом став загальновизнаним. Ці параметри отримали назву «4С» — від перших літер слів:
- Color — колір;
- Clarity — чистота;
- Cut — огранування;
- Carat Weight — вага в каратах.

Інші характеристики, такі як наявність або відсутність флюорисценції, також впливають на попит та вартість діаманту, який використовують для інкрустації в ювелірних прикрасах.

## Країни
Алмази сформувалися в надрах Землі під високим тиском і температурою близько 1300°C більше мільярда років тому. Вони потрапили на поверхню в результаті бурхливих вулканічних вивержень. Алмазоносні породи можна знайти в різних частинах світу.
Історично визнаними є три найбільші країни-експортери алмазів — це Індія, Бразилія, Південно-Африканська Республіка. І хоча південноафриканський регіон наймолодший по часу відкриття родовищ, та поки що, найврожайніший за кількістю, якістю та розмірами цього дорогоцінного каміння.
Найбільшими імпортерами, що займаються огрануванням алмазів та розповсюдженням діамантів є Ізраїль та Велика Британія. В Тель-Авіві (Ізраїль) — найбільша у світі біржа діамантів, а в Сполученому Королівстві 1 квітня 1914 року, карат було прийнято як офіційна одиниця ваги.

## Історичні діаманти

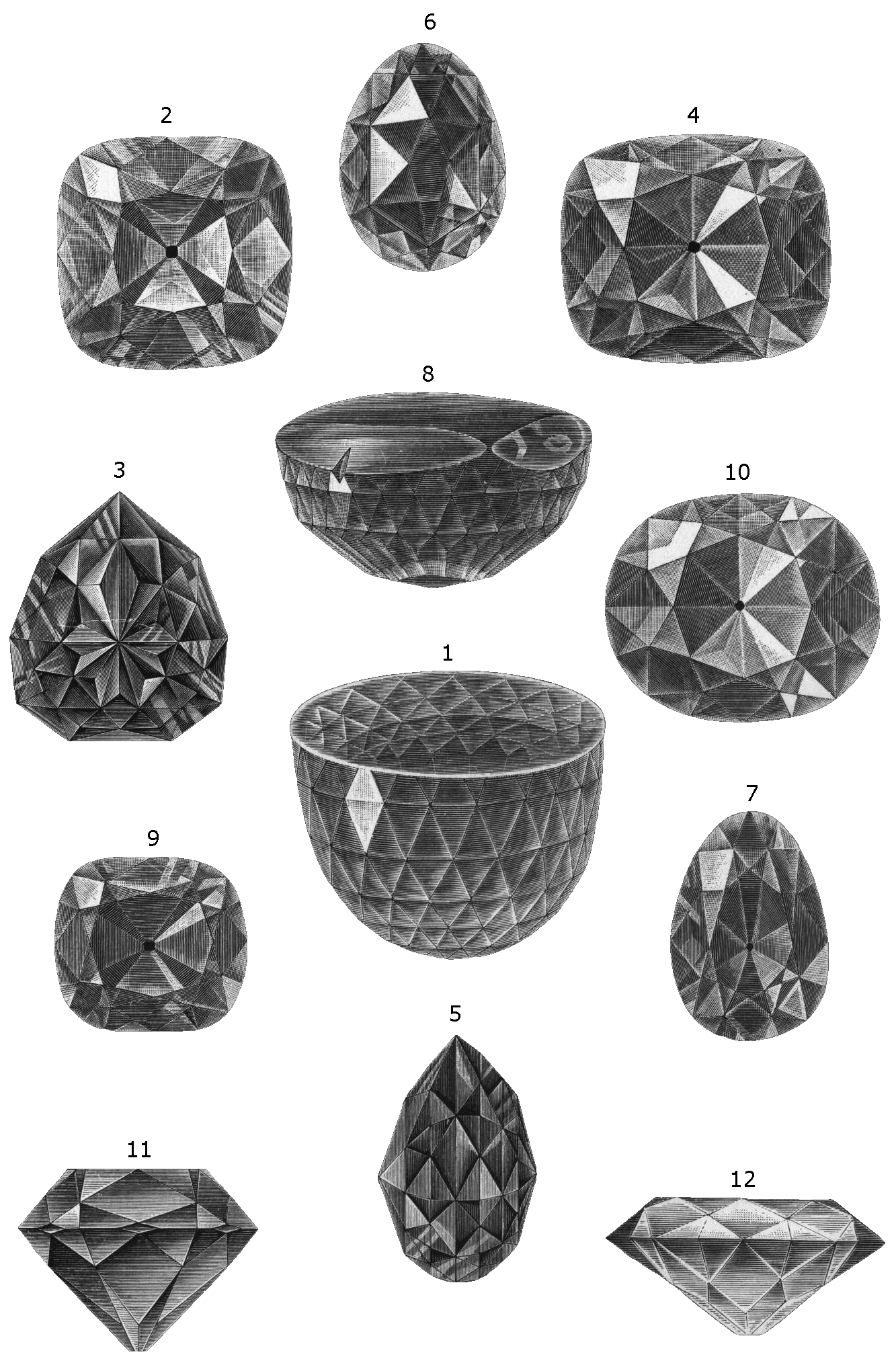
Найвідоміші діаманти світу. Ілюстрація з енциклопедії «Nordisk familjebok»

- Леседі ла Рона — найбільший за останнє сторіччя діамант вагою 1111 каратів. Знайдений 2015 р. у Ботсвані на руднику Карове. Проданий за $ 63 000 000[4]
- «Альєнде (алмаз)» (125 каратів, знайдено в Якутії 1973 року);
- «Валентина Терешкова» (прозорий з незначним жовтим відтінком, 51,66 каратів, знайдено 1963 року в Якутії, названо на честь першої жінки космонавта Валентини Терешкової);
- «Варгас» (726,6 каратів, з Бразилії);
- «Великий герцог Тоскани» (те саме, що алмаз «Флорентієць»);
- «Великий Могол» (можлива первісна назва алмазу «Орлов» та (або) Кохінур);
- «Гірник» (44,62 каратів, знайдений у 1966 у Якутії);
- «Гоппе» (густо-синього кольору з Індії вагою 44 каратів);
- «Де-Бірс (алмаз)» (з жовтуватим відтінком, 428,5 каратів, знайдено 1888 року на копальні «Де-Бірс», Південна Африка);
- «Джонкер» (726 каратів, знайдено 1934 року на копальні «Прем'єр» у Південній Африці);
- «Ексцельсіор» (995,3 каратів, знайдено 1893 року на копальні «Ягерсфонтейн» у Південній Африці);
- «Зірка Африки (алмаз)» (те саме, що алмаз «Кулінан»);
- «Зірка Півдня» (те саме, що алмаз «Південна зірка»);
- «Імператор» (457 каратів, з Південної Африки);
- «Кайєннський» (дрібні, прозорі з сильним блиском кристали гірського кришталю з родовища Кайєнн, Швейцарія);
- «Кохінур» або «Коїнур» (з Індії, відомий з 1304 року, 793,5 каратів; після першої огранювання мав 186,1 каратів, після другої — 106,1 каратів);
- «Кулінан» (найбільший з відомих алмазів з первинною вагою 3106 каратів, знайдено 1905 року на копальні «Прем'єр» у Південній Африці);
- «Літній» (46,36 каратів, знайдено 1966 року в Якутії);
- Марія (алмаз) (з родовищ Якутії-Сахи, 105,88 каратів);
- Надія (алмаз) (найвідоміший кольоровий діамант, вагою 45,52 каратів синій діамант. З Індії, де був найдений, його привіз Ян Баптист Таверньєр 1642 році)
- Орлов (алмаз) (прозорий з ледве помітним зеленувато-синюватим відтінком; в ограненому вигляді 194,8 каратів; знайдений у Голконді, Індія на початку XVII ст.; первісно — 400 каратів);
- «Південна зірка» (в ограненому вигляді 125,5 каратів, знайдено 1853 року в Бразилії, до огранювання — 254,5 каратів);
- «Пітт (алмаз)» (те саме, що алмаз «Регент»);
- «Полярна зоря» (близько 40 каратів; доля після 1980 року невідома);
- «Регент (алмаз)» (в ограненому вигляді 136,9 каратів, знайдений в 1701 р. в Індії);
- «Сталінградський» (з Якутії, 166 каратів);
- «Тайлор-Бартон» «Taylor — Burton» (69,42 каратів, краплеподібний);
- «Тіффені» (оранжево-жовтого кольору вагою в ограненому вигляді 128,5 каратів; знайдений у 1878 році на родов. Кімберлі, Півд. Африка);
- «Флорентієць» (вагою в ограненому вигляді 133,2 кар.; знайдений в 1878 р у родовищі Кімберлі, Півд. Африка);
- «Шах (діамант)» (після огранювання мав 88,7 каратів; знайдений в Індії в кінці 16 ст.; первісна вага 95 кар.);
- «Ювілейний» (650,8 каратів, знайдений в 1895 році на родовищі Яхерсфонтейн, Півд. Африка; вага після огранювання 245,3 кар.).
- «De Beers Millennium Star» (Зірка тисячоліття) (після лазерної обробки — 203 каратів діамант грушеподібної форми).
- «Сторічний» (виявлений в липні 1988 року — на 100-річний ювілей відомої алмазодобувної і обробної фірми De Beers. У первинному вигляді важив 599,10 каратів).